# As Vítimas-Algozes
As Vítimas-Algozes é um livro brasileiro, de estilo romântico, escrito por Joaquim Manuel de Macedo em 1869. O livro aborda o tema da escravidão.
O livro traz três novelas que contam histórias de escravos que se tornaram um pesadelo na vida de seus donos. Nas tramas, os senhores são sempre evidenciados como vítimas dos servos que tomam atitudes cruéis e cometem crimes contra eles.De caráter abolicionista, o romance era uma forma de defender que o fim da escravidão deveria ocorrer de forma gradual e sem prejuízo para a burguesia da época. Com essas narrativas, o autor fazia um alerta ao leitor. A escravidão deveria acabar pelo bem do senhor, e não somente do escravo. 